# ドブリツァ・チョシッチ
ドブリツァ・チョシッチ（Dobrica Ćosić、1921年12月29日 - 2014年5月18日）はユーゴスラビア連邦共和国初代大統領。